# René Rasmussen
René Rasmussen né le 30 novembre 1911 et mort le 11 mai 1979 à Paris, est un marchand d'arts premiers, galeriste et collectionneur français.

## Biographie
Né au 6 de la rue Hautefeuille, fils de Marie Mathurine Pécheux, d'origine bretonne, et du libraire-éditeur Rasmus Albert Valdemar Rasmussen (? - 28 décembre 1949), qui avait racheté le fonds des éditions Louis-Michaud en août 1924 et la Librairie franco-hispano-américaine attenante, située au 168 boulevard Saint-Germain. Valdemar est l'éditeur entre 1931 et 1935, avec Maurice Heine, de la première édition complète des Cent Vingt Journées de Sodome de Sade, sous le label des éditions Stendhal & Compagnie (S. & C.),. 
Le 10 mai 1935, René Rasmussen épouse Simone André Gaillard à Paris 6e.
Mobilisé, au début de la Seconde Guerre mondiale, il est fait prisonnier et devient travailleur forcé en Allemagne nazie, jusqu'à sa libération, début 1945.  
En 1950, René Rasmussen reprend l'activité de librairie de son père (« Vald. Rasmussen, libraire ») ; elle cessera fin décembre 1960. Éditeur, il y dirige, avec René-Louis Doyon, la collection « Reflets ». 
Dès 1945, René Rasmussen s'investit par ailleurs comme marchand d'« art tribal », devenant expert et se spécialisant dans l'Afrique subsaharienne : installée à Paris, au 1 rue de l'Abbaye, puis 38 rue de Seine, sa galerie baptisée « A.A.A. », qu'il monte avec l'aide de Robert Duperrier et Jean Roudillon, recevait les visites des surréalistes et de Pablo Picasso, mais aussi de Charles Ratton, entre autres. Il est l'un des découvreurs de l'art des Dogons, aux côtés de Marcel Griaule.
Après sa mort en juin 1979, sa collection est dispersée lors de deux vacations, en décembre 1979, et en mars 1980.
Certaines de ses pièces africaines sont visibles au Musée du quai Branly.

## Ouvrages
- Art Nègre ou le salut par les sauvages, essai illustré, avant-propos de François Di Dio, coll. « Le Soleil noir, série Art » no 1, Presses du Livre français, 1951[8].